# Charles Lederer
Charles Lederer (* 31. Dezember 1910 in New York City, New York; † 5. März 1976 in Los Angeles, Kalifornien) war ein US-amerikanischer Drehbuchautor.

## Leben
Charles Lederer, Neffe der Schauspielerin Marion Davies, arbeitete zuerst als Journalist. Durch Vermittlung seines Freundes Ben Hecht fand er zum Film und war dort als Dialogautor tätig. Die Mitwirkung an der sehr erfolgreichen Komödie The Front Page ebnete ihm den Weg zum Drehbuchautor. Zwar verfasste er, häufig in Zusammenarbeit mit Co-Autoren, höchst erfolgreiche Screwball-Komödien wie Sein Mädchen für besondere Fälle oder Liebling, ich werde jünger, schrieb jedoch auch Drehbücher im Film-noir-Genre. Seine späteren Filme fanden weniger Beachtung ebenso wie vereinzelte Regie-Arbeiten.
1949 heiratete er die Schauspielerin Anne Shirley. Die Ehe hielt bis zu seinem Tod. Gemeinsam hatten sie ein Kind.

## Filmografie (Auswahl)
Drehbuch
- 1931: The Front Page
- 1940: Sein Mädchen für besondere Fälle (His Girl Friday)
- 1940: Comrade X
- 1940: Liebling, du hast dich verändert (I Love You Again)
- 1947: Der Todeskuß (Kiss of Death)
- 1947: Reite auf dem rosa Pferd (Ride the Pink Horse)
- 1948: Ich war eine männliche Kriegsbraut (I Was a Male War Bride)
- 1950: Varieté-Prinzessin (Wabash Avenue)
- 1951: Das Ding aus einer anderen Welt (The Thing from Another World)
- 1952: Fünf Perlen (O. Henry’s Full House)
- 1952: Liebling, ich werde jünger (Monkey Business)
- 1953: Blondinen bevorzugt (Gentlemen Prefer Blondes)
- 1955: Kismet
- 1957: Lindbergh – Mein Flug über den Ozean (The Spirit of St. Louis)
- 1957: Luftfracht Opium (Tip on a Dead Jockey)
- 1959: Can-Can
- 1960: Frankie und seine Spießgesellen (Ocean’s Eleven)
- 1962: Ein Sommer in Florida (Follow That Dream)
- 1962: Meuterei auf der Bounty (Mutiny on the Bounty)

Literarische Vorlage
- 1958: Der Killer mit der sanften Stimme (The Fiend Who Walked the West)  (Vorlage: Drehbuch zu Der Todeskuß)
- 1994: Kiss of Death  (Vorlage: Drehbuch zu Der Todeskuß)
- 2001: Ocean’s Eleven (Vorlage: Drehbuch zu Frankie und seine Spießgesellen)

Regie
- 1942: Schatten am Fenster (Fingers at the Window)
- 1951: On the Loose
- 1959: Never Steal Anything Small